# Revival (album của Eminem)
Revival là album phòng thu thứ chín của rapper người Mỹ Eminem. Album được Aftermath Entertainment, Shady Records và Interscope Records phát hành vào ngày 15 tháng 12 năm 2017.
Việc chuẩn bị cho album đã diễn ra từ 2016 đến 2017 tại nhiều phòng thu khác nhau. Ngoài Eminem, nhiều nhà sản xuất thu âm khác nhau, bao gồm Rick Rubin, Fredwreck, Skylar Gray, Alex da Kid và nhà sản xuất điều hành Dr. Dre, còn tham gia vào việc sản xuất âm nhạc. Revival có sự xuất hiện của các nghệ sĩ khách mời Beyoncé, Phresher, Ed Sheeran, Alicia Keys, X Ambassadors, Skylar Gray, Kehlani và Pink.
Đĩa đơn chủ đạo của album, "Walk on Water", với giọng ca của Beyoncé, được phát hành vào ngày 10 tháng 11 năm 2017. "Untouchable" được phát hành làm đĩa đơn quảng bá vào ngày 8 tháng 12, một tuần trước khi phát hành album. Đĩa đơn thứ ba của album, "Nowhere Fast", với giọng ca của Kehlani, được phát hành vào ngày 27 tháng 3 năm 2018. Đĩa đơn thứ tư "Remind Me" được phát hành vào ngày 6 tháng 7 năm 2018. Một video âm nhạc cho "Framed" được phát hành vào ngày 3 tháng 4 năm 2018.
Trong khi chia rẽ các nhà phê bình, album ra mắt ở vị trí số 1 ở Úc, Canada, Phần Lan, Anh và Mỹ. Revival cũng là album số một Giáng sinh của Anh năm 2017. Album phòng thu thứ mười và tiếp theo của Eminem với tựa đề Kamikaze được phát hành tám tháng sau đó mà không thông báo trước.

## Bối cảnh
Eminem lần đầu tiết lộ rằng anh đang chuẩn bị một album khi công bố bài hát "Campaign Speech" trên Twitter vào tháng 10 năm 2016 và viết: "Đừng lo lắng tôi đang làm một album! Trong lúc chờ tôi có cái này." Cuối năm 2016, xuất hiện những tin đồn nói rằng album sẽ được gọi là Success và sẽ được phát hành vào tháng 1 năm 2017. Một danh sách ca khúc giả cũng bị rò rỉ, trong đó ghi những nghệ sĩ khách mời là Adele, Chance the Rapper, Kid Cudi, Vince Staples, The Weeknd và Mástein Bennett. Tin đồn đã được châm ngòi một lần nữa vào tháng 2 và tháng 3 năm 2017, khi Eminem tuyên bố anh đang dẫn đầu ba chương trình tại Reading, Glasgow và Leeds. Nhiều bài báo cho biết rằng vì anh ấy đang biểu diễn, anh ấy sẽ phải phát hành tài liệu mới để biểu diễn, hoặc ít nhất là xem trước, tại các lễ hội.
Vào ngày 10 tháng 10 năm 2017, Eminem chỉ trích Tổng thống Donald Trump khi trình diễn"The Storm" tại Lễ trao giải BET Hip Hop 2017. Màn trình diễn trở nên thịnh hành, thu hút hàng triệu lượt xem và hàng trăm nghìn lượt thích trên YouTube chỉ trong vài tuần. Revival có nhiều dòng chỉ trích chiến dịch tranh cử và bầu cử tổng thống của Trump, gọi ông là một kẻ phân biệt chủng tộc, một tên quốc xã và Adolf Hitler cùng những lời lăng mạ khác và một giấc mơ trong đó nam rapper bị "đổ tội" giết Ivanka Trump. Anh cũng chia sẻ sự hối tiếc vì đã hợp tác với Trump trong một hội nghị quốc gia giả. Trong "The Ringer" từ album Kamikaze năm 2018, Eminem xin lỗi vì đã xa lánh những người hâm mộ ủng hộ Trump và nói rằng anh đã bị Cơ quan Mật vụ Hoa Kỳ nghi ngờ về ca từ có vẻ đe dọa của mình.
Ngày 25 tháng 10 năm 2017, Paul Rosenberg đăng một bức ảnh về Trial by Fire của Yelawolf lên Instagram. Trong nền của bức ảnh, có bảng quảng cáo một loại thuốc gọi là "Revival". Nhiều người hâm mộ đã nghi ngờ khi nhận thấy rằng chữ 'E' trong "Revival" đã bị đảo ngược giống như các logo trước đây của Eminem. Trên trang web xuất hiện trong biển quảng cáo, một video quảng bá cho Revival gợi nhắc đến ca khúc "Lose Yourself" của Eminem. Trang web này cũng nhắc đến "Sing for the Moment", "Brain Damage", "Fack", "Role Model" và "Any Man" Theo trang web, "Revival" dùng để điều trị "Atrox Rithimus", một loại bệnh không có thật. Một bản dịch tiếng Latin của Atrox Rithimus nghĩa là 'cách gieo vần tệ'. Trang web này cũng đăng ký một trong những nhãn đĩa của Eminem là Interscope Records. Khi gọi số điện thoại của "Revival", nó sẽ phát nhạc nền của bài hát "I Need a Doctor" của Dr. Dre với sự góp giọng của Eminem. Những chi tiết này khiến người hâm mộ tin rằng album mới của Eminem sẽ được gọi là Revival. Cái tên này khá thích hợp với tên của hai trong số ba album solo cuối cùng của anh, Relapse và Recovery.

## Phát hành

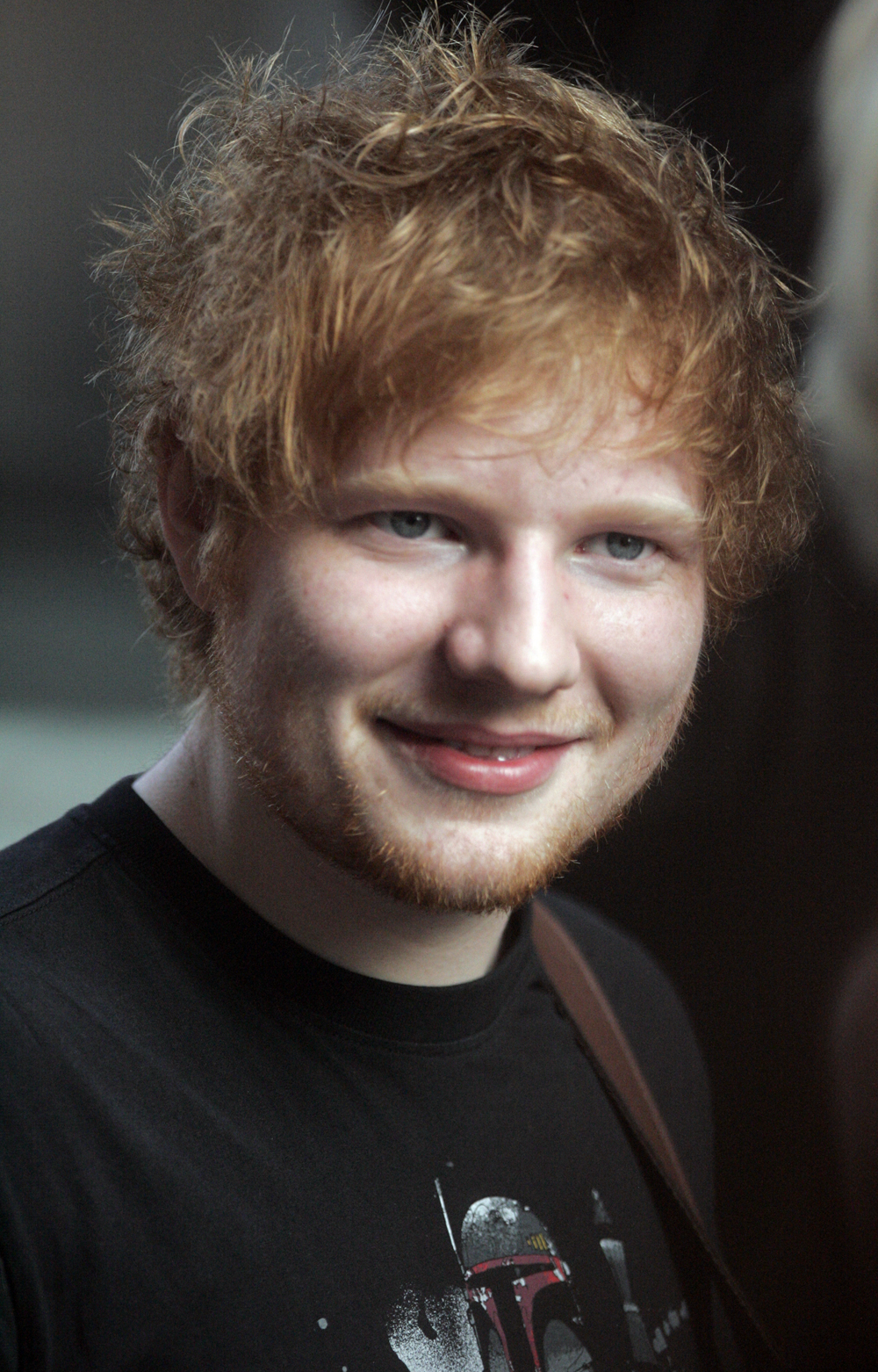
Ed Sheeran, người góp giọng cho ca khúc "River".

Đĩa đơn chính, "Walk on Water", lần đầu tiên được Eminem trình diễn tại giải Âm nhạc châu Âu của MTV năm 2017 vào ngày 12 tháng 11 với giọng ca của nhà đồng sản xuất và người viết lời Skylar Gray. Cả hai đã biểu diễn ca khúc và bản hòa tấu "Stan" / "Love the Way You Lie" trên Saturday Night Live vào ngày 18 tháng 11.
Ngày 28 tháng 11 năm 2017, ngày phát hành album được công bố là ngày 15 tháng 12 trên các tài khoản mạng xã hội của Dr. Dre và Eminem. Ngày 5 tháng 12 năm 2017, Eminem chia sẻ một danh sách đầy đủ tất cả các ca khúc có trong album thông qua tài khoản Instagram của mình. Danh sách có tổng cộng 19 bài hát và có sự tham gia của các nghệ sĩ như Phresher, Ed Sheeran, Skylar Gray, Alicia Keys, X Ambassadors, Pink và Kehlani.
Vào ngày 7 tháng 12 năm 2017, bìa album được tiết lộ và chiếu lên một tòa nhà Detroit. Tối hôm đó, bài hát "Untouchable" được phát hành và người nghe có thể đặt hàng trước trên iTunes.

### Đĩa đơn

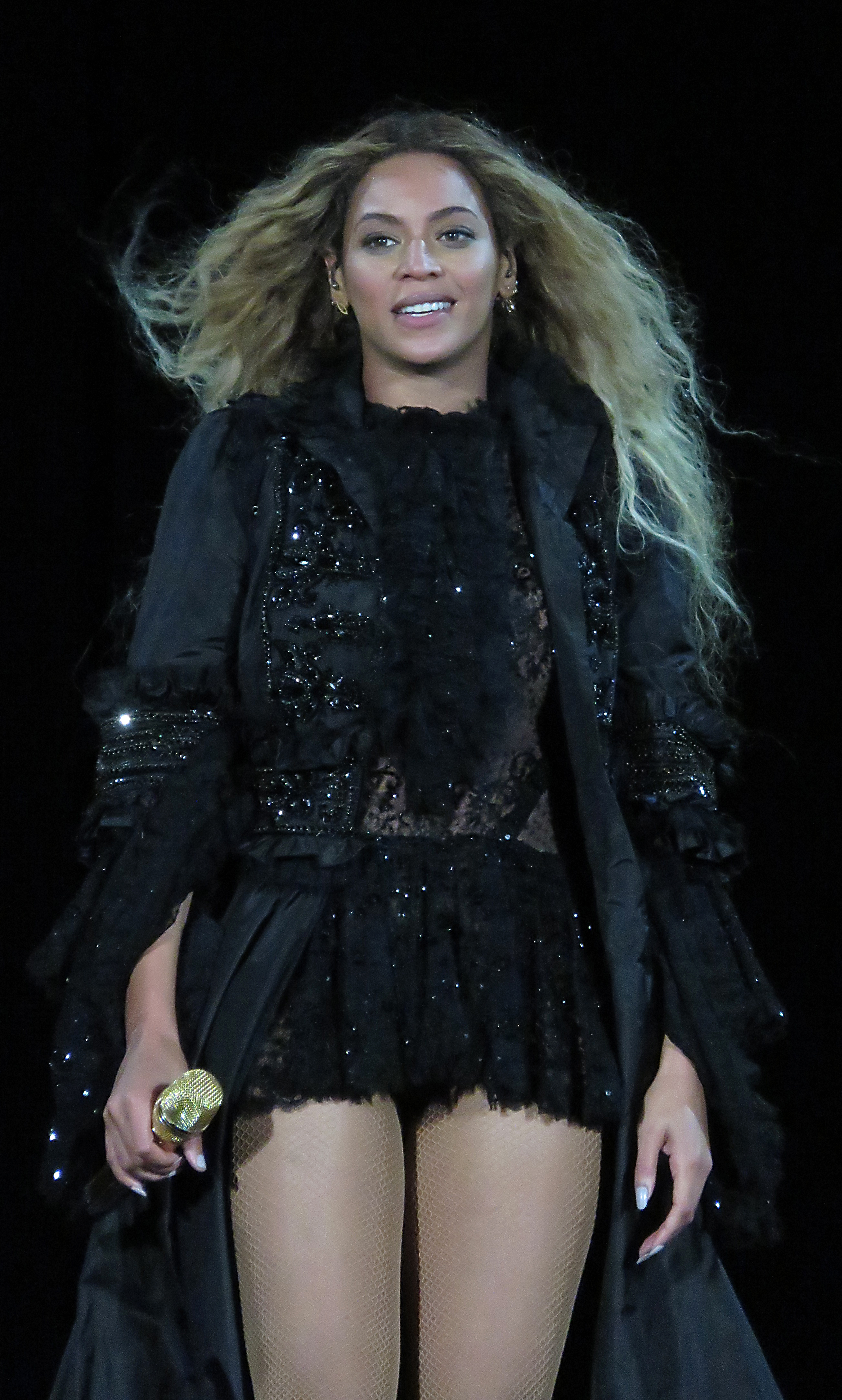
Beyoncé là giọng ca chính cho đĩa đơn "Walk on Water".

Ngày 8 tháng 11 năm 2017, Eminem đã tweet một bức ảnh chụp toa thuốc của bác sĩ với các dòng chữ "Walk on Water" và "Take as needed" (uống khi cần thiết). Ngoài ra, ghi chú của bác sĩ đã được dán nhãn logo cho Revival. Điều này gây ra suy đoán rằng đĩa đơn đầu tiên sẽ có tựa đề "Walk on Water". Ngày 9 tháng 11, Paul Rosenberg chia sẻ một video trên Instagram thể hiện mối liên hệ giữa viên thuốc "Revival" và "Walk on Water". Anh cũng xác nhận bài hát và ngày hôm sau, "Walk on Water" được phát hành. Eminem đã đăng tải một audio lên YouTube. Tính đến ngày 16 tháng 12 năm 2017, video có gần 50 triệu lượt xem và hơn 1,1 triệu lượt thích. Ngày 23 tháng 12 năm 2017, video âm nhạc cho bài hát được phát hành độc quyền trên Apple Music và kênh kênh Vevo chính thức của Eminem. "Walk on Water" ra mắt ở vị trí số 14 trên Billboard Hot 100, đây là xuất hiện lần thứ 57 trên bảng xếp hạng đối với cả hai nghệ sĩ.
"River" với giọng ca của Ed Sheeran được phát hành làm đĩa đơn thứ hai của album. Ca khúc được phát hành lên đài phát thanh vào ngày 5 tháng 1 năm 2018 và dưới dãng đĩa đơn vào ngày 7 tháng 2. Ngày 14 tháng 12 năm 2017, Eminem đăng tải một audio lên kênh YouTube của mình. Tính đến ngày 15 tháng 1 năm 2018, video đã có hơn 60 triệu lượt xem và 1 triệu lượt thích. Ngày 14 tháng 2 năm 2018, video âm nhạc cho bài hát được phát hành trên kênh Vevo chính thức của Eminem. Về diễn biến thương mại, ca khúc đã đạt vị trí số 1 tại Anh Quốc, Na Uy và Thụy Điển, đồng thời lọt vào top 10 tại Úc, Áo, Canada, Đan Mạch, Phần Lan, Đức, Hungary, Ireland, Ý, Hà Lan, New Zealand, Bồ Đào Nha và Thụy Sĩ và top 20 tại Bỉ và Hoa Kỳ.
Đĩa đơn thứ ba của album, "Nowhere Fast" với giọng ca Kehlani, đã tác động đến đài phát thanh đương đại của Hoa Kỳ vào ngày 27 tháng 3 năm 2018. Hai nghệ sĩ đã trình diễn bài hát tại Lễ trao giải âm nhạc iHeartRadio 2018. "Remind Me" được phát hành cho đài phát thanh Ý làmmm đĩa đơn thứ tư của album vào ngày 6 tháng 7 năm 2018.
Ngày 3 tháng 4 năm 2018, video âm nhạc cho ca khúc horrorcore "Framed" được phát hành. Video lấy cảm hứng từ những bộ phim kinh dị thập niên 80.

### Đĩa đơn quảng bá
"Untouchable" được phát hành dưới dạng đĩa đơn quảng bá vào ngày 8 tháng 12 năm 2017. Ca khúc lấy nhạc mẫu từ bài "Earache My Eye" của bộ đôi hài Cheech & Chong. Một bản phối lại của "Chloraseptic" với sự tham gia của 2 Chainz và Phresher được phát hành làm đĩa đơn quảng bá thứ hai cho album vào ngày 8 tháng 1 năm 2018.

## Tiếp nhận phê bình
| Đánh giá chuyên môn  | Đánh giá chuyên môn |
| Điểm trung bình      | Điểm trung bình     |
| Nguồn                | Đánh giá            |
| -------------------- | ------------------- |
| AnyDecentMusic?      | 4,3/10              |
| Metacritic           | 50/100              |
| Nguồn đánh giá       |                     |
| Nguồn                | Đánh giá            |
| AllMusic             | [ 42 ]              |
| The A.V. Club        | D+                  |
| Consequence of Sound | F                   |
| The Daily Telegraph  | [ 45 ]              |
| The Guardian         | [ 46 ]              |
| The Independent      | [ 47 ]              |
| NME                  | [ 48 ]              |
| The Observer         | [ 49 ]              |
| Pitchfork            | 5,0/10              |
| Rolling Stone        | [ 51 ]              |

Sau khi phát hành, nhìn chung, Revival nhận được những ý kiến trái chiều từ các nhà phê bình âm nhạc. Nhiều người trong số họ đưa ra những quan điểm khác nhau về sự thiếu tính trọng tâm, phần ca từ, về việc sử dụng quá nhiều các đoạn nhạc mẫu của các bài hát rock, cũng như về số lượng nhiều đến mức thừa thãi của các nghệ sĩ pop khách mời trong album. Trên Metacritic, một trang đưa ra số điểm chuẩn trên thang 100 dựa trên đánh giá của các xuất bản phẩm phổ biến, album nhận được điểm trung bình là 50 dựa trên 24 đánh giá, tương ứng với nhận xét "các đánh giá trái chiều hoặc ở mức trung bình". Don Needham từ tờ The Guardian chỉ trích album khi nói rằng "Nếu Eminem nghĩ rằng những mánh khóe bằng lời nói của anh ta có thể khắc phục điểm yếu của bất kỳ bản nhạc đệm nào, thì những album gần đây của anh ta đã chứng minh điều khác." Neil McCormick của The Daily Telegraph tuyên bố rằng Revival "đại diện cho Eminem ở phong độ đỉnh cao, nghĩa là không thể ngăn cản, không thể đánh bại nhưng thường không thể biện hộ được."
The Irish Times kết luận rằng Revival "đáng ngưỡng mộ hơn những sản phẩm trước nhưng không thú vị hơn. Một cơ hội để thoát khỏi sự sụt giảm đã vút qua Eminem. Nó có thể sẽ không bao giờ đến với anh ta." Trong một bài phê bình tổng hợp, Jon Caramanica từ tờ The New York Times nhận xét rằng trong khi album "có lẽ là album hay nhất trong số những album gần đây của anh ấy", anh ấy đã chỉ trích sự thiếu nhận thức rõ ràng của Eminem đối với sự phát triển của âm thanh hip hop nói chung." Trong một bài đánh giá tiêu cực, tờ Consequence of Sound đã cho album xếp hạng "F" và gọi album là "xấu xí, gây khó chịu và không làm hài lòng" và là "một thảm họa".
So sánh Revival với các sản phẩm trước đây của Eminem, Matthew Ismael Ruiz từ tờ Pitchfork tuyên bố rằng "Về mặt tinh thần, Revival không khác gì, đầy những bản ballad bằng piano và các ngôi sao nhạc pop vang lên những góc thương mại cay độc nhất của anh ta. Giá trị gây sốc không phải đến từ những câu nói nhạt nhẽo hay sự hài hước đáng nể của album (mà album có rất nhiều), mà từ những khoảnh khắc mà sự phát triển của con người anh ta rõ ràng nhất". Anh kết luận rằng "Revival là một album muộn khác trong sự nghiệp mà hầu như không thêm gì vào di sản của anh ta."
Trent Clark từ tờ HipHopDX nói rằng "Sự cống hiến của Eminem đối với các mic phá hoại như Robert Mueller không bao giờ có thể bị nghi ngờ nhưng các lựa chọn sản xuất vẫn còn là một bí ẩn. Khi anh ấy không tắm trong các mẫu đá có thể nhìn thấy rõ như Joan Jett và Blackgetts '" I Love Rock' n 'Roll " hoặc The Cranberries ' " Zombie " (trên "Remind Me" hoặc "In Your Head"), anh ấy chủ yếu là hình vuông gắn lời bài hát tăng cường của anh ấy trên các tấm cơ học của dòng nhạc pop lắp ráp. " Anh ấy đã chọn ra "Framed" và "Castle" như những điểm nổi bật: "phần lớn là những lần đọc lại vinh quang trong quá khứ, nơi anh ấy cố gắng hết sức. Trên "Khung hình" được sản xuất một cách thôi miên, Marshall đã đeo mặt nạ khúc côn cầu vì lợi ích của thời xưa và khơi dậy những tưởng tượng giết người mà tốt hơn hay tồi tệ hơn, đặc trưng cho khoảnh khắc vần điệu trong túi nhất của album. Và khi anh lao vào tâm lý bị thay đổi ma túy để nói về tình yêu lớn nhất của mình - cô con gái Haile Jade - DJ Khalil đáng tin cậy bước lên chiếc đĩa trên "Castle" với âm thanh réo rắt của những cây đàn ghita rùng rợn và tiếng trống réo rắt. Khoảnh khắc Eminem cổ điển nhất của album. " Mitch Findlay từ HotNewHipHop đã viết một bài phê bình tương tự và nói: "Cho đến nay, album thân thiện với nhạc pop nhất của Eminem cho đến nay. Trong khi các album trước chỉ đơn thuần tán tỉnh âm thanh, Revival đã mua một chiếc nhẫn và cầu hôn nó. Do đó, nếu bạn là người không tìm thấy niềm vui trong quá trình sản xuất "pop-rap", bạn sẽ không tìm thấy sự an ủi nào ở đây. " Anh ta chỉ ra "Framed", "Castle" và "Arose" là những điểm nổi bật, gọi hai phần sau là "trong số các bản nhạc mạnh nhất của Revival. Về mặt khái niệm và trữ tình, cặp đôi kết thúc tìm thấy Eminem ở dạng xuất sắc và những người hâm mộ lâu năm sẽ không nghi ngờ gì khi trích dẫn hai điều này như những điểm nổi bật của album. "
Về phản ứng của album, Eminem nói: "Tôi nghĩ rằng có những thứ sẽ bị lấy khỏi album này và phản ứng với nó. Có quá nhiều bài hát không? Có quá nhiều tính năng? Có một số bài hát nhất định như "Kết thúc bi thảm" và "Cần tôi" nơi tôi cảm thấy như lời bài hát họ sẽ cho người nghe một giây để thở. Tôi dành rất nhiều thời gian để viết shit mà tôi nghĩ rằng không ai từng có được. " Sau đó, ông nói: "Khi danh sách theo dõi Revival xuống đường ống, nó giống như quá sức, 'Chết tiệt này sẽ là rác rưởi.' Không ai thực sự muốn sai về nó. Tôi không nói mọi người, nhưng nhiều người đã hình thành ý kiến của họ. " Anh ấy cũng nói rằng anh ấy tự hào về album, nói: "Tôi rất tốt với Revival. Mẹ kiếp Bởi vì tôi không thể tạo ra album này [ Kamikaze ] mà không có nó."

## Diễn biến thương mại
Revival chạm đến đỉnh UK Albums Chart với 132.000 đơn vị album tương đương, đây là màn ra mắt lớn thứ hai trong năm chỉ sau ÷ của Ed Sheeran và cũng là album thứ tám liên tiếp đứng ở vị trí số 1 của nam rapper. Một tuần sau, vị trị này thuộc về ÷. Tính đến tháng 10 năm 2018, album đã bán được 321.000 đơn vị album tương đương ở Anh.
Revival cũng là album thứ tám liên tiếp của Eminem đứng đầu Billboard 200 của Hoa Kỳ khi ra mắt với 197.000 bản trong số 267.000 đơn vị album tương đương. Kết quả là Eminem trở thành nghệ sĩ âm nhạc đầu tiên có tám sản phẩm liên tiếp ra mắt tại vị trí cao nhất. Tuần tiếp theo, Revival bị Reputation của Taylor Swift đánh bại. Tính đến ngày 23 tháng 9 năm 2018, Revival đã bán được 392.000 bản tại Mỹ.
Album cũng đạt vị trí số 1 tại Úc, đây cũng là lần thứ chín Eminem đứng đầu ARIA Charts. Một tuần sau, kỷ lục này đã bị ÷ phá vỡ.
Năm 2018, Revival xếp thứ 32 trong danh sách các album phổ biến nhất năm trên Billboard 200.

## Danh sách bài hát
Phần ghi công được lấy từ Tidal.
Ghi chú
- ^[a]  biểu thị nhà đồng sản xuất.
- ^[b]  biểu thị nhà sản xuất bổ sung.
- "Remind Me" có giọng ca của Porter.
- "Revival (Interthere)" có giọng ca của Alice và Glass Lake.
- "Offended" có giọng ca của Kent Jones.
- "Castle" có giọng ca của Liz Coleues.

Ghi công nhạc mẫu
- "Cloraseptic" chứa các yếu tố của "Its My Thing", được viết bởi Erick Sermon và Parrish Smith và thể hiện bởi EPMD.
- "Untouchable" chứa nhạc mẫu của "Earache My Eye", được viết bởi Tommy Chong, Gaye Delorme, Richard Marin và được trình diễn bởi Cheech & Chong và "Born to Roll", được viết bởi Duval Clear, Andre Brown, Tyrone Kelsie và Eric McIntosh và thể hiện bởi Masta Ace Incorporated.
- "Remind Me" chứa nhạc mẫu của "I Love Rock 'n' Roll", được viết bởi Alan Merrill, Jake Hooker và thể hiện bởi Joan Jett và Blackgetts; "Saturday Night", được viết và thể hiện bởi Schoolly D và "Bust a Move", được viết bởi Matt Dike, Luther Rabb, James Walters và Marvin Young và thể hiện bởi Young MC.
- "Revival (Interlude)" chứa các yếu tố của "Human of the Year", được viết và thể hiện bởi Regina Spektor.
- "Framed" chứa nhạc mẫu của "Pilgrim", được viết bởi David John Byron và Kenneth William Hensley và thể hiện bởi C&K Vocal.
- "Heat" chứa nhạc mẫu của "King of Rock", được viết bởi Darryl McDaniels, Joseph Simmons và Larry Smith và thể hiện bởi Run-DMC; "Girls", được viết bởi Adam Horovitz và Rick Rubin và được trình bày bởi Beastie Boys và một phần nhạc mẫu không được ghi công của "Intro (Feel the Heat)" từ bộ phim Boogie Nights, thể hiện bởi John C. Reilly và Mark Wahlberg.
- "Offended" chứa nhạc mẫu của "In You (I Found a Love)", được viết bởi Charles Bradley, Thomas Brenneck, David Guy và Leon Michels và thể hiện bởi Charles Bradley.
- "In Your Head" chứa nhạc mẫu của "Zombie", được viết bởi Dolores O'Riordan và thể hiện bởi The Cranberries.
- "Arose" chứa các mẫu của "I'm Gonna Love You Just a Little More Baby", được viết và thể hiện bởi Barry White và "The Rose", được viết bởi Amanda McBroom và thể hiện bởi Bette Midler.

## Đội ngũ thực hiện
Nguồn:
| Biểu diễn - Eminem – hát - Beyoncé – hát (bài 1) - Phresher – hát (bài 3) - Ed Sheeran – hát (bài 5) - Alicia Keys – hát (bài 9) - X Ambassadors – hát (bài 10) - Skylar Grey – hát (bài 11) - Kehlani – hát (bài 13) - Pink – hát (bài 16) Kỹ thuật - Mike Strange – kỹ sư ghi âm (bài 1–5, 7, 9–19), kỹ sư phối khí (bài 2–5, 8, 9, 12, 13, 15, 17–19) - Joe Strange – kỹ sư ghi âm (bài 1–5, 7, 9–19) - Jason Lader – kỹ sư ghi âm (bài 1, 14, 19) - Stuart White – kỹ sư ghi âm (bài 1) - Rob Bisel – trợ lý kỹ sư ghi âm (bài 1, 7, 14, 19) - Johnnie Burik – trợ lý kỹ sư ghi âm (bài 1, 7, 14, 19) - Tony Campana – trợ lý kỹ sư ghi âm (bài 1–5, 7, 9–19) - Manny Marroquin – kỹ sư phối khí (bài 1, 11, 16) - Eminem – kỹ sư phối khí (bài 5, 9) - Mauricio "Veto" Iragorri – kỹ sư ghi âm (bài 6) - Robert Reyes – trợ lý kỹ sư ghi âm (bài 6) - Charles "CharlieRed" Garcia – trợ lý kỹ sư ghi âm (bài 6) - Dr. Dre – kỹ sư phối khí (bài 6, 7, 14) - Quentin "Q" Gilkey – kỹ sư phối khí (bài 6, 7, 14) - Frequency – kỹ sư ghi âm (bài 8) - Aalias – kỹ sư ghi âm (bài 8) - Just Blaze – kỹ sư ghi âm (bài 9) - Andrew Wright – kỹ sư ghi âm (bài 9) - Ann Mincieli – kỹ sư ghi âm (bài 9) - Brendan Morawski – trợ lý kỹ sư ghi âm (bài 9) - Travis Ference – kỹ sư ghi âm (bài 10, 11, 16) - Sam Harris – kỹ sư ghi âm (bài 10) - Chris Galland – kỹ sư phối khí (bài 10, 11, 16) - Robin Florent – trợ lý kỹ sư phối khí (bài 10, 11, 16) - Scott Desmarais – trợ lý kỹ sư phối khí (bài 10, 11, 16) - Steve Hammons – kỹ sư ghi âm (bài 13) - Adam Comstock – kỹ sư ghi âm (bài 13) - Darwin Sanchez – kỹ sư ghi âm (bài 15) - Scram Jones – kỹ sư ghi âm (bài 17) - Myles William – gõ, lập trình (bài 9) | Sản xuất - Rick Rubin – sản xuất (bài 1, 7, 14, 19) - Skylar Grey – sản xuất (bài 1) - Eminem – sản xuất (bài 2, 4), đồng sản xuất (bài 9, 10, 12, 15) - Luis Resto – sản xuất bổ sung (bài 2) - Mr. Porter – sản xuất bổ sung (bài 2), sản xuất (bài 3, 4) - Mark Batson – sản xuất (bài 4) - Emile Haynie – sản xuất (bài 4, 5) - Dr. Dre – sản xuất (bài 6) - Neff-U – sản xuất (bài 6) - Trevor Lawrence – sản xuất (bài 6) - Frequency – sản xuất (bài 8) - Aalias – sản xuất (bài 8) - Just Blaze – sản xuất (bài 9) - Alex da Kid – sản xuất (bài 10, 11, 16) - Fredwreck – sản xuất (bài 12) - Rock Mafia – sản xuất (bài 13) - Hit-Boy – sản xuất (bài 13) - Illa da sản xuất – sản xuất (bài 15) - Scram Jones – sản xuất (bài 17) - DJ Khalil – sản xuất (bài 18) |

## Xếp hạng
| Xếp hạng (2017–18)                       | Vị trí cao nhất |
| ---------------------------------------- | --------------- |
| Album Anh Quốc (OCC)                     | 1               |
| Album Áo (Ö3 Austria)                    | 1               |
| Album Ba Lan (ZPAV)                      | 17              |
| Album Bỉ (Ultratop Vlaanderen)           | 6               |
| Album Bỉ (Ultratop Wallonie)             | 20              |
| Album Bồ Đào Nha (AFP)                   | 9               |
| Album Canada (Billboard)                 | 1               |
| Album Cộng hòa Séc (ČNS IFPI)            | 15              |
| Album Đan Mạch (Hitlisten)               | 1               |
| Album Đức (Offizielle Top 100)           | 2               |
| Đức (Top 20 Hip Hop)                     | 1               |
| Album Hà Lan (Album Top 100)             | 1               |
| Album Phần Lan (Suomen virallinen lista) | 1               |
| Album Pháp (SNEP)                        | 7               |
| Album Hoa Kỳ Top R&B/Hip-Hop (Billboard) | 1               |
| Hoa Kỳ (Billboard 200)                   | 1               |
| Album Hungaria (MAHASZ)                  | 14              |
| Hy Lạp (IFPI)                            | 12              |
| Album Ireland (IRMA)                     | 3               |
| Album Na Uy (VG-lista)                   | 1               |
| Album New Zealand (RMNZ)                 | 3               |
| Nhật Bản (Oricon)                        | 17              |
| Album Scotland (OCC)                     | 2               |
| Album Tây Ban Nha (PROMUSICAE)           | 18              |
| Album Thụy Điển (Sverigetopplistan)      | 1               |
| Album Thụy Sĩ (Schweizer Hitparade)      | 1               |
| Album Úc (ARIA)                          | 1               |
| Album Ý (FIMI)                           | 7               |

| Xếp hạng (2017)          | Vị trí |
| ------------------------ | ------ |
| Anh Quốc (OCC)           | 20     |
| Đức (Offizielle Top 100) | 67     |
| Pháp (SNEP)              | 118    |
| Úc (ARIA)                | 21     |
| Ý (FIMI)                 | 97     |

| Xếp hạng (2018)               | Vị trí |
| ----------------------------- | ------ |
| Anh Quốc (OCC)                | 32     |
| Áo (Ö3 Austria)               | 60     |
| Bỉ (Ultratop Flanders)        | 52     |
| Bỉ (Ultratop Wallonia)        | 122    |
| Canada (Billboard)            | 5      |
| Đan Mạch (Hitlisten)          | 13     |
| Đức (Offizielle Top 100)      | 58     |
| Hà Lan (MegaCharts)           | 63     |
| Hoa Kỳ (Billboard 200)        | 32     |
| New Zealand (RMNZ)            | 34     |
| Pháp (SNEP)                   | 113    |
| Thụy Điển (Sverigetopplistan) | 25     |
| Thụy Sĩ (Schweizer Hitparade) | 6      |
| Úc (ARIA)                     | 31     |
| Ý (FIMI)                      | 77     |

## Chứng nhận
| Quốc gia                                                                           | Chứng nhận | Số đơn vị/doanh số chứng nhận |
| ---------------------------------------------------------------------------------- | ---------- | ----------------------------- |
| Anh Quốc (BPI)                                                                     | Bạch kim   | 321,000                       |
| Áo (IFPI Áo)                                                                       | Vàng       | 7.500‡                        |
| Canada (Music Canada)                                                              | Bạch kim   | 80.000‡                       |
| Đan Mạch (IFPI Đan Mạch)                                                           | Bạch kim   | 20.000‡                       |
| Đức (BVMI)                                                                         | Vàng       | 100.000‡                      |
| Hoa Kỳ (RIAA)                                                                      | Vàng       | 500.000‡                      |
| Na Uy (IFPI)                                                                       | Bạch kim   | 20.000*                       |
| New Zealand (RMNZ)                                                                 | Vàng       | 7.500‡                        |
| Pháp (SNEP)                                                                        | Bạch kim   | 100.000‡                      |
| Úc (ARIA)                                                                          | Bạch kim   | 70.000‡                       |
| Ý (FIMI)                                                                           | Vàng       | 25.000‡                       |
| * Chứng nhận dựa theo doanh số tiêu thụ. ^ Chứng nhận dựa theo doanh số nhập hàng. |            |                               |